# HMS Argus (I49)
El HMS Argus (I49) fue un portaaviones británico desde 1911 hasta 1944.

## El buque
Fue el primer ejemplo del actual patrón de portaaviones, al ser primero del mundo en tener pista completa de prácticamente la longitud del buque.
El Argus, se puso en grada en 1914 por los astilleros William Beardmore y Company en Glasgow como buque de pasajeros italiano Conte Rosso. Sin embargo, antes de que se botara, la Royal Navy, compró el buque para su conversión en portaaviones
Se le construyó desde el principio una cubierta corrida sobre la cual un avión convencional podía realizar un apontaje y despegar. Anteriormente, el HMS Furious, había sido construido con dos cubiertas separadas, delante y detrás de la superestructura principal.

## Historia

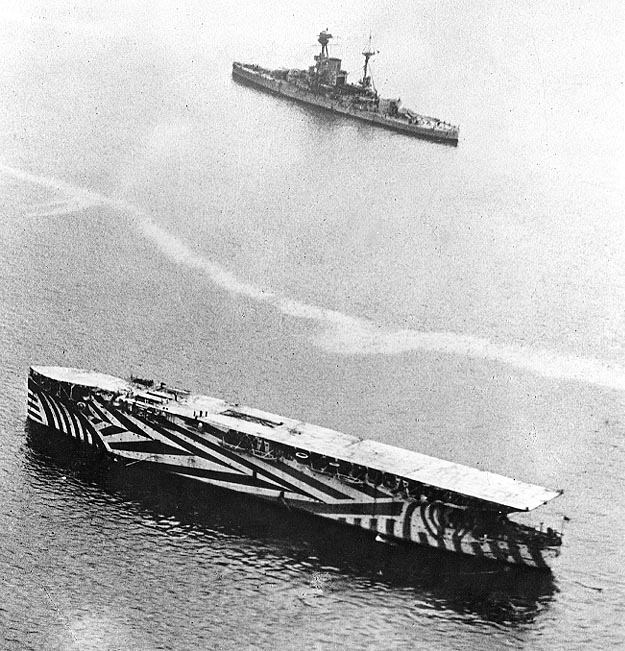
HMS Argus, con pintura de camuflaje dazzle junto al HMS Revenge.

El Argus, fue botado el 2 de diciembre de 1917 y asignado el 19 de septiembre de 1918, poco antes de finalizar la Primera Guerra Mundial. Debido a su pequeño tamaño, y a su velocidad relativamente pequeña (20 nudos) su uso se limitó a acciones secundarias. 
Tras finalizar la guerra, fue utilizado sobre todo para desarrollar las técnicas de combate de portaaviones y para entrenamiento de los aviadores en la operación de aviones en el mar. A finales de los años 20, fue remplazado por portaaviones más grandes y modernos, que lo relegaron de la primera línea, siendo usado para entrenamientos, hasta que las pérdidas de la Royal Navy en los primeros años de la guerra entre 1939 y 1941 – Con el Courageous , Glorious , Ark Royal (91) hundidos y el Illustrious (R87) severamente dañado – El Argus, fue devuelto a primera línea
El Argus, con su alto y espacioso hangar, fue el único portaaviones británico que sirvió durante la Segunda Guerra Mundial con aviones que no eran capaces de plegar sus alas
En sus primeras operaciones de vuelta a primera línea, transporto aviones hasta Malta, Gibraltar y Takoradi, los aviones, eran transportados hasta la distancia de vuelo de su destino, y después, volaban hasta completar el viaje.
Participó a pesar de su edad, en el Mediterráneo, como parte de la Fuerza H. En 1942 apoyó los desembarcos en África. Pasó a la reserva en 1943 tras la entrada en servicio de nuevos portaaviones, momento en que se usó de nuevo para entrenamiento de pilotos. 
Fue vendido para desguace en diciembre de 1946.